# Чхонджонгун
Чхонджонгун (англ. Cheon Jeong Gung) — это официальная резиденция Мун Сон Мёна и его семьи, построенная в 2006 году и выполняющая одновременно функцию музея, хранящего свидетельства исторических событий Движения объединения. С момента открытия 13 июня 2006 года здание использовалось для официальных приемо международных делегаций. Резиденция располагается в деревне Чхонсим близ Капхёна, основанной Мун Сон Мёном. Дворец Чхонджонгун возвышается над деревней на вершине холма, к которому ведет зигзагообразная узкая автомобильная дорога. Архитектура здания из белого мрамора с вырезанным на нём гобеленом и высокими арками с куполообразной крышей напоминает здание Капитолия в США. Общая площадь здания составляет 12000 кв. м. Архитектором здания выступал известный корейский дизайнер Пак Хён Сам, участвовавший в проектировании Бурдж Халифа, одного из отелей Sheraton и Лотте Отель. Подрядчиком строительства выступала принадлежащая Мун Сон Мёну Сонвон Констракшн.
После кончины Мун Сон Мёна, его вдова Хан ХакЧа переименовала резиденцию в Хйо-Джон Гун (HJ Gung). 

## В литературе
В 2008 году корейским романистом и политическим обозревателем Чхве Иль Хваном была написана одноимённая книга Чхонджонгун (кор.:"천정궁", ISBN 9788987285658, 432 страницы). По заявлению автора, он лично встречался с Мун Сон Мёном для обсуждения будущего содержания книги.